# Клетниеце, Дзинтра
Дзи́нтра Кле́тниеце (латыш. Dzintra Klētniece, девичья фамилия Гри́ке; 17 февраля 1946, Юмправская волость, Рижский уезд, Латвийская ССР — 14 декабря 2016, Латвия) — советская и латвийская актриса, театральный деятель.

## Биография
В 1970 году окончила Театральный факультет Латвийской государственной консерватории. Супруг — актёр и режиссёр Наурис Клетниекс (1938—2010), дочь Кристине (1979) — также актриса.

## Творчество
С 1970 по 1975 год — актриса Валмиерского драмтеатра. Главные роли в этом театре она играла в пьесах «Гамлет» В. Шекспира (Гертруда) и «Молодая хозяйка Нискавуори» Хеллы Вуолийоки. С 1974 года — член Союза театральных деятелей Латвии.
С 1975 по 1991 год — актриса Лиепайского драматического театра (в этом театре также работал её муж Наурис Клетниекс). Звёздный час Дзинтры Клетниеце приходится на 1970-е — начало 80-х. В это время она играет в таких популярных пьесах, как «Играем Стриндберга» (Алиса, Фридрих Дюрренматт), «Комната счастья» (Vasiluca — Я. Друце) и «Васса Железнова» (пьеса М. Горького).
В 1992 году уехала работать в Даугавпилс. Два года работала режиссёром и актрисой Даугавпилсского драматического театра. С 1995 по 1997 год — актриса и режиссёр театра «Кабата».
В 1997 году как режиссёр поставила моноспектакль актрисы Л. Курген (по произведению Агнеты Элерс-Ярлеман «Lilla Boye». В 1998 году спектакль получил признание на международном фестивале в Минске. В 1999 году спектакль с успехом прошел в Санкт-Петербурге, Киле и Москве.
В 1996 году организовала концерт «Ābols no ābeles», с 2003 организует фестиваль «Zvaigzne».

## Фильмография
- 1982 — «Моя семья»
- 1985 — «Мальчик-с-пальчик»
- 1987 — «Этот странный лунный свет»
- 1990 — «Майя и Пайя»